# Rachele Sangiuliano
Rachele Sangiuliano (Noventa di Piave, 23 de junio de 1981) es una exjugadora de voleibol que representó a Italia a principios de la década de 2000. Integró la Selección Nacional Femenina que ganó la medalla de oro en el Campeonato Mundial de Alemania de 2002. Tras retirarse del voleibol, se convirtió en presentadora de televisión. Sangiuliano fue incluida en el Salón de la Fama del Voleibol Italiano en 2022. 